# Kråkguldet
Kråkguldet är en svensk TV-serie från 1969 av Leif Krantz och Olle Mattson, med Staffan Hallerstam, Maria Lindberg och Stefan Feierbach i huvudrollerna.

## Handling
Handlingen utspelar sig under veckorna före jul, i den lilla orten Granhyttan i Bergslagen. Under en skidutflykt med några skolkamrater hittar Staffan en guldklimp uppe vid Horngruvan på Kråkberget. Han tror att det är Skarp-Eriks guld, som morfar berättat en spännande historia om. Nyheten om guldfyndet sprids snabbt och ungdomarna får både nyfikna skolkamrater, skolpersonal och mystiska främlingar efter sig, samtidigt som de förbereder ett julspel i skolan.

## Om serien
Kråkguldet är en filmberättelse av Leif Krantz, i samarbete med Olle Mattson. Fotograf var Gunnar Fischer och B-foto av Janeric Söderman. Musiken komponerades av Charles Redland. Övriga i filmteamet var Jürgen Rauscher (elektriker) och ljudteknikerna Sten Norlén och Tommy Sundquist. Inspelningsledare var Johan Clason, rekvisita hanterades var Margaretha Krantz, scripta var Anne von Sydow och sminkör var Elisabeth Orrheim. Produktionsledare var Elisabet Fahlén och klippningen utfördes av Jan Persson. Serien producerades av Olle Nordemar för Nord Art TV-produktion. 
TV-serien spelades in under januari och februari 1969. Den huvudsakliga inspelningsplatsen var Grythyttan i Västmanland. Gruvbyggnaden "Horngruvan" var egentligen Rödbergsgruvan väster om Gyttorp. Träbyggnaden finns inte kvar, men betongfundamenten avslöjar var byggnaden stod. Några underjordsscener spelades in i Hornkullens silvergruvor, där man stod på isen i Dunderkammaren. Skolscenerna spelades in i Hässelby Villastads skola i Stockholms kommun. Serien blev Åke Grönbergs sista filmroll och hade premiär ett par månader efter hans död.

## Rollista
- Staffan Hallerstam – Staffan Jonsson, 9 år
- Maria Lindberg – Maria, 13 år
- Stefan Feierbach – Åke, 13 år
- Gun Arvidsson – tant Signe, mystisk turist
- Tommy Johnson – farbror Orvar, "Finnmössan", mystisk turist
- Tore Lindwall – morfar, Staffans morfar (även berättare)
- Åke Grönberg – Gustav Lagerström, vilthandlare och slaktare
- Arne Källerud – herr Berntsson, "Vaktis", nye vaktmästaren på skolan[1]
- Helena Reuterblad – Britta Jonsson, Staffans mamma, städerska
- Carin Ygberg – fröken, lärarinna
- Al Samfors – gubben "Liss" eg. Leander, granne
- Mikael Wetterlundh – skolkamrat (okrediterad)
- Jonas Bergström – polis (okrediterad)

## Musiken och texterna
Signaturmelodin "Balladen om kråkguldet" framfördes av Thorstein Bergman. Texten skrevs av Leif Krantz[källa behövs] och musiken skrevs av Thorstein Bergman.
Melodierna till julspelet ("Vi har kommit ifrån öster ...", "Herodes han hade sin skattkammar' full ..." och "Herdarna ute på ängen ...") skrevs av Bo-Erik Gyberg.

## Avsnitt
TV-serien består av 6 avsnitt à 28 minuter. Avsnitt 2–6 inleds med en kort resumé av Tore Lindwall, som även spelade Staffans morfar. 
1. Farligt område
2. Huvet på ett fat
3. Ingen dager synes än
4. Jägare och villebråd
5. Dags för Herodes
6. Skarp-Eriks skatt